# Jadever
Jadever, Co. SARL. (chinois simplifié: 钰恒股份有限公司; chinois traditionnel: 钰恒股份有限公司, pinyin: Yùhéng Gǔfèn Yǒuxiàn gongsi) est une société multinationale taïwanaise, fabricant de balances, d'instruments d'analyse et de composants. La société est basée à Taipei, avec plusieurs succursales en Chine Continentale (le plus important d'entre eux situés à Xiamen) et les bureaux représentant des ventes dans le monde entier.
Jadever est reconnu pour son eco-amical et de haute technologie et l'accent mis sur le service à la clientèle et de formation pour ses ressources humaines. La marque a franchi plusieurs étapes dans son marché, comme de mettre au point le premier affichage LCD pour les indicateurs, d'avoir la meilleure balance économiseur d'énergie, et plus récemment, le robot JDI la balance numérique, l'un des plus avancés de son type.
Le nom de la marque est un mot-valise des mots anglais "Jade" et "Ever". Cependant, la traduction exacte du nom chinois (chinois simplifié: 钰 恒; chinois traditionnel: 钰 恒, pinyin: yùhéng) signifie «trésor permanente». Selon la compagnie, le nom l'indique le slogan "Nous garderons la valeur du balance 

## Histoire et modèle d'affaires
Jadever a été fondé en Juillet 1986. Durant ses premières années d'existence, l'entreprise a avancé dans l'innovation technique et a développé un plan d'affaires. En 1998, le conseil d'administration a reconnu qu'elles ont atteint leur objectif de première qualité, lorsque l'un de leurs produits a reçu l'approbation de l'Organisation internationale de métrologie légale. En 1999, Xiamen Jadever Scale Co., Ltd est établie, la principale zone de production pour l'entreprise est aujourd'hui située ici. En l'an 2006
Jadever acquiert la certification ISO 9001:2000.
Depuis 2003, la société a participé activement aux événements les plus importants liés à son marché, comme Interweighing la plus grande exposition de l'industrie du poids  dans le monde. également, Jadever accorde une attention particulière à la coopération et l'échange de connaissances avec les autres participants de l'industrie, comme c'est le cas de Shinko-Deshi, Ishida et Ohaus.
Actuellement, la société conserve son siège social à Taipei, en plus des branches dans quatre villes de Chine (Xiamen, Shanghai, Shenzhen et Wuhan) et une branche internationale, à Markham, Canada. Jadever s'attend à se positionner en Amérique latine avec leur projet régional pour 2010, pour objectif de distribuer ses produits de marque dans les langues espagnole, portugaise et la version française.
Jadever suit une politique des quatre piliers: la discipline, l'honnêteté, la connaissance et l'innovation. Ci-jointe à ses piliers, l'entreprise poursuit trois objectifs principaux:
    * Persistance de la qualité
    * Responsabilité des coûts
    * Défi contre la perfection
En termes généraux, le projet de la société est de maintenir et de renforcer sa position de renommée mondiale comme une marque de confiance sur le marché, il est en concurrence.

## Principaux produits
L'entreprise fabrique des balances pèse-personne, balances poids-prix, balances compteuses, les indicateurs, les plates-formes, des capteurs et plusieurs autres accessoires. Dernièrement, l'entreprise investit dans l'expansion de son catalogue et d'améliorer la capacité interne et de la technologie de ses produits, ayant comme exemple le modèle le plus avancé de la société, le balance robot JDI, qui est sur la production et la vente depuis la fin de 2009.